# フィリップ・アルベール
フィリップ・アルベール（Philippe Julien Albert 、 1967年8月10日 - ）は、ベルギー王国ブイヨン出身の元サッカー選手、引退後はベルギーのテレビコメンテーターを務めている。

## 経歴
1994年、ユヴェントス、フィオレンティーナからもオファーを受けたが、幼少期に大ファンであったケヴィン・キーガンが監督を務めていた、ニューカッスル・ユナイテッドFCと契約した。1996-97シーズン、1996年10月のマンチェスターユナイテッド戦ではピーター・シュマイケルの頭上を越す35ヤードからのロングループシュートでの得点が知られている。ニューカッスルファンから人気を得ていたが、1998年にキーガンが解任され、ルート・フリットが新監督に就任するとフラムにレンタル移籍した。ニューカッスルは1995-96シーズン、1996-97シーズン共に2位に終わり、リーグ優勝は果たせなかった。
1999-00シーズンに シャルルロワに複帰して1シーズンプレー、2000年に32歳で引退した。
ベルギー代表として、1987年4月29日のアイルランド戦で初出場。1990年のワールドカップ・イタリア大会、1994年のワールドカップ・アメリカ大会に出場、1990年のイタリア大会では1試合の出場に終わった。1994年のアメリカ大会では、グループリーグのオランダ戦で1得点、決勝トーナメント1回戦のドイツ戦でも1得点を挙げた。

## 代表歴

### 出場大会
- ベルギー代表
  - 1990 FIFAワールドカップ
  - 1994 FIFAワールドカップ

### 試合数
- 国際Aマッチ 41試合 5得点（1987年-1997年）[4]

| ベルギー代表 | 国際Aマッチ | 国際Aマッチ |
| 年           | 出場        | 得点        |
| ------------ | ----------- | ----------- |
| 1987         | 1           | 0           |
| 1988         | 1           | 0           |
| 1989         | 3           | 0           |
| 1990         | 4           | 0           |
| 1991         | 6           | 0           |
| 1992         | 7           | 2           |
| 1993         | 5           | 1           |
| 1994         | 9           | 2           |
| 1995         | 0           | 0           |
| 1996         | 3           | 0           |
| 1997         | 2           | 0           |
| 通算         | 41          | 5           |

## タイトル

### クラブ
メヘレン
- ベルギー・ファースト・ディビジョンA : 1988-89
- UEFAスーパーカップ : 1988
- ジョアン・ガンペール杯 : 1989

アンデルレヒト
- ベルギー・ファースト・ディビジョンA : 1990–91, 1992–93, 1993–94
- ベルギーカップ : 1993-94
- ベルギー・スーパーカップ : 1993

フラム
- フットボールリーグ : 1998-99

### 個人
- ベルギー年間最優秀選手賞 : 1991-92
- ベルギー・ゴールデンシュー : 1991-92
- ニューカッスル歴代ベストイレブン : 2017